# Salterio di Utrecht

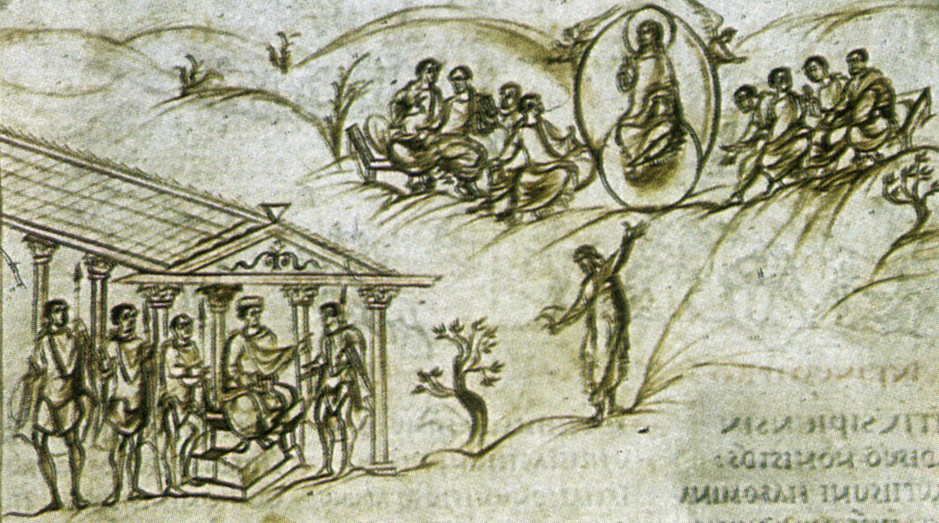
Particolare del foglio 30 recto

Il Salterio di Utrecht è un famoso codice miniato conservato presso l'Universiteitsbibliotheek di Utrecht (Paesi Bassi), catalogato con la nomenclatura MS Bibl. Rhenotraiectinae I Nr 32.

## Storia
Il codice risale al IX secolo e, con i Vangeli di Ebbone, è una delle opere più importanti della miniatura carolingia in un momento di grande rinnovamento. Prodotto a Reims tra l'816 e l'835, fu commissionato dall'abate ed arcivescovo Ebbone poco prima che venisse deposto. Contiene una serie di illustrazioni a inchiostro, almeno una per ogni salmo. Queste rappresentazioni sono particolarmente interessanti perché non trovano riscontri nella miniatura precedente, caratterizzata dalla statica astrazione di influenza bizantina. Vi si legge un'innovativa vitalità espressiva, con un segno grafico dinamico e virtuoso e uno stile narrativo efficace e sintetico.